# 呂艾克·尤旺尼
呂艾克·尤旺尼（英語：Rieko Ioane，1997年3月18日—），毛利裔紐西蘭橄欖球選手。他效力於奧克蘭省隊、超級橄欖球聯賽奧克蘭藍隊及紐西蘭國家橄欖球隊，擅長的位置是外側中場及翼鋒。他也是紐西蘭七人制橄欖球國家隊的一員。父親艾迪·尤旺尼及哥哥阿奇拉·尤旺尼也都是橄欖球員。

## 職業賽經歷
尤旺尼於2015年加入奧克蘭省隊及奧克蘭藍隊，隨即成為兩隊固定外側中場的先發球員，年僅17歲就在奧克蘭省隊出賽，成為紐西蘭省級比賽最年輕的球員之一。他於2017年首次加入超級橄欖球聯賽，第一場比賽就演出帽子戲法，並且在該季拿下10次達陣，是奧克蘭藍隊貢獻最多達陣的球員。同一賽季，明星球員桑尼比爾·威廉斯傷癒歸隊後佔打內側中場，尤旺尼改打左翼鋒，喬治·莫阿拉接替外側中場的位置。
2017年不列顛及愛爾蘭雄獅隊造訪紐西蘭，尤旺尼代表藍隊迎擊，他曾三度持球進入達陣區，但其中兩球被裁判判定無效，最終藍隊以22比16取得歷史性的勝利。

## 國際賽經歷
尤旺尼2015年加入紐西蘭七人制橄欖球國家隊，在當年的威靈頓七人制橄欖球賽拿下冠軍，隨後出征2016里約奧運。他於該年度榮獲紐西蘭七人制最佳球員殊榮。
2016年橄欖球冠軍錦標賽，尤旺尼被紐西蘭國家橄欖球隊徵召，接替受傷的納候羅 ，但並未於該錦標賽上場。他首次國際賽處女秀是2016年終賽以板凳身分出戰義大利，同時也在這場比賽拿下國際賽第一次達陣。年僅19歲的他成為紐西蘭國家隊史上最年輕達陣的球員。
2017年，他被選為紐西蘭史上最年輕對抗不列顛及愛爾蘭雄獅隊的一員。在三場比賽中，他先發了前兩場比賽，並在第一場比賽拿下兩次達陣。第三場比賽因感冒而缺賽。同年的橄欖球冠軍錦標賽，尤旺尼成為固定的先發班底，他於8月26日面對澳洲的比賽中獲得最有價值球員，並在該錦標賽最後一場面對南非的比賽中取得達陣，令紐西蘭以25比24一分之差險勝。
2017年的年終賽，尤旺尼樹立了自己在紐西蘭國家隊中的首選翼鋒的地位，他在面對法國及蘇格蘭的表現出色，使他被世界橄欖球協會提名為年度最佳突破性表現球員及年度最有價值球員。2017年國際賽事最後一場比賽，紐西蘭對陣威爾斯的比賽中，他雖負有肩傷，仍拿下兩次達陣，助紐西蘭以33比18力退強敵。年末，他榮獲年度最佳突破性表現球員及年度最佳毛利球員。不過，年度最有價值球員的殊榮最終被他的隊友比奧登·巴瑞特囊括。

## 國際賽達陣列表
| 達陣   | 對手                 | 地點         | 球場               | 系列賽                               | 日期           | 結果 |
| ------ | -------------------- | ------------ | ------------------ | ------------------------------------ | -------------- | ---- |
| 1      | 義大利               | 義大利羅馬   | 羅馬奧林匹克體育場 | 2016年終賽                           | 2016年11月12日 | 勝   |
| 2, 3   | 不列顛及愛爾蘭雄獅隊 | 紐西蘭奧克蘭 | 伊甸公園           | 2017年不列顛及愛爾蘭雄獅紐西蘭巡迴賽 | 2017年6月24日  | 勝   |
| 4, 5   |                      | 澳洲雪梨     | 澳大利亞體育場     | 2017年橄欖球冠軍錦標賽               | 2017年8月19日  | 勝   |
| 6      |                      | 紐西蘭但尼丁 | 弗爾塞拜爾球場     | 2017年橄欖球冠軍錦標賽               | 2017年8月26日  | 勝   |
| 7      | 南非                 | 紐西蘭奧克蘭 | 北港灣體育場       | 2017年橄欖球冠軍錦標賽               | 2017年9月16日  | 勝   |
| 8      | 南非                 | 南非開普敦   | 紐蘭特體育場       | 2017年橄欖球冠軍錦標賽               | 2017年10月7日  | 勝   |
| 9      |                      | 澳洲布里斯本 | 布里斯本體育場     | 布雷迪斯羅盃                         | 2017年10月21日 | 敗   |
| 10, 11 |                      | 威爾斯卡地夫 | 千禧球場           | 2017年終賽                           | 2017年11月25日 | 勝   |

## 外部連結
- itsrugby.co.uk profile（页面存档备份，存于）
- All Blacks profile

| 獎項               | 獎項                  | 獎項 |
| ------------------ | --------------------- | ---- |
| 前任者： 丹·科爾斯 | 年度最佳毛利球員 2017 | 現任 |